# Розкопане

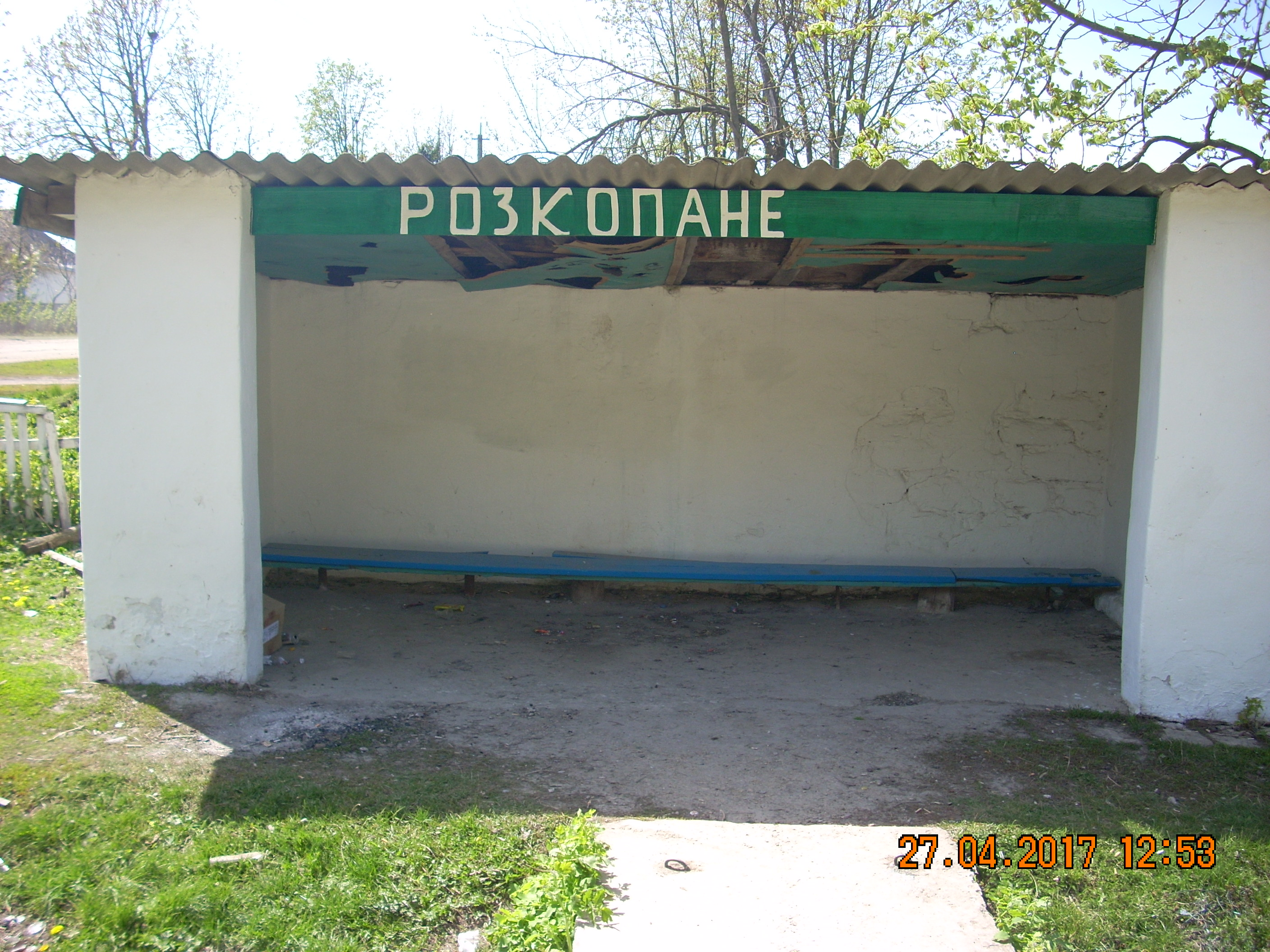
Зупинка Розкопане

Розко́пане — село в Україні, у Погребищенській міській громаді Вінницького району Вінницької області. Населення становить 845 осіб. Входить в склад Погребищенської міської громади.
Половина села відома під історичною назвою Наказне́, яку місцеві жителі вживають до сьогодні.
Розташоване за 15 км від центру громади, за 5 км від залізничної станції Наказне. У селі поїзд зупиняється двічі: на станції Розкопане і ще раз в кінці села на станції Дзюнків.

## Історія
Засноване у XIX ст. Поблизу села розкопали стародавній курган скіфських та давньоруських часів, звідки й назва села.
Роскопана належало до Дзюньківської волості Бердичівского повіту Київської губернії. Дворів було 326, населення — 1757 чол., чоловіків  — 864 и жінок — 893. 
У селі була одна православна церква, одна часівня, одна церковна школа, 9 вітряків, 3 кузні, три кінних сіножатки, одна просорізка, одна казена винна лавка и дві бакалейних.
За переписом 1897 р. мешкало православных 348, римо-католиків — 248. Чоловіків — 835, женщин — 811, усього 1646.
Під час Другої світової війни село було окуповане фашистами у другій половині липня 1941 року. Червоною армією село було зайняте 1 січня 1944 року.
6 липня 1957 село Наказне та село Розкопана Розкопанської сільської ради Плисківського району стали вважати за один населений пункт — село Розкопана.
На початку 1970-х років у селі був розміщений відділок радгоспу «Україна», що входив до Погребищенського цукрокомбінату. За ним було закріплено 2358 га землі, в тому числі 1596 га орної. Підприємство вирощувало насіння цукрових буряків. В селі були початкова та середня школи, клуб, бібліотека, пологовий будинок, фельдшерський пункт.
12 червня 2020 року, відповідно до розпорядження Кабінету Міністрів України № 707-р «Про визначення адміністративних центрів та затвердження територій територіальних громад Вінницької області», увійшло до складу Погребищенської міської громади.
17 липня 2020 року, в результаті адміністративно-територіальної реформи та ліквідації Погребищенського району, село увійшло до складу Вінницького району.

## Село сьогодні
Є початкова та середня школи, клуб, бібліотека; фельдшерський пункт.

## Населення
За даними перепису 2001 року кількість наявного населення села становила 847 особи, із них 98,70 % зазначили рідною мову українську, 1,07 % — російську, 0,12 % — білоруську, 0,12 % — молдовську.
| Рік            | 1897 | ~1900 | ~1902 | ~1972 | 1989 | 2001 |
| -------------- | ---- | ----- | ----- | ----- | ---- | ---- |
| Кількість осіб |      |       |       | 2061  | 1043 | 847  |